# 阪急電鉄本社ビル
阪急電鉄本社ビル（はんきゅうでんてつほんしゃビル）は、大阪府大阪市北区芝田（梅田地区）に所在するオフィスビルである。阪急電鉄およびその親会社の阪急阪神ホールディングスの本社が置かれている（登記上の本店所在地は大阪府池田市の宝塚本線池田駅）。
1992年、阪急電鉄の本社ビルとして建設された。阪急電鉄大阪梅田駅の北東部、茶屋町地区に隣接して位置する。
現在（2020年12月時点）の所有者は阪急阪神リート投資法人であり、阪急電鉄に賃貸（マスタリース）されている。
事務所ビルとしてのスペックは、南北2系統の中央方式とペリメータを組み合わせた空調設備、100mmのOAフロアを設置した上で基準階の天井高2,600mm、コンセント容量50VA/㎡、床荷重300kg/㎡等設備を備える。

## 所有者
一貫して阪急（阪急阪神）グループが関与する中で、以下の通り所有者が変遷している。
- 1992年（平成4年）9月28日 - 阪急電鉄株式会社（現阪急阪神ホールディングス株式会社）および株式会社阪急シグマコーポレーション
- 2003年（平成15年）2月28日 - 阪急電鉄株式会社（現阪急阪神ホールディングス株式会社）
- 2003年（平成15年）3月20日 - 梅田プロパティ・ツー有限会社（阪急電鉄が匿名組合出資）：84.6億円で取得[5]
- 2008年（平成20年）5月16日 - 阪急リート投資法人（現阪急阪神リート投資法人）：112億円で取得[6]
- 2009年（平成21年）11月25日 - 合同会社カイロス・ファンディング（阪急電鉄等が匿名組合出資）：102億円で取得[7]
- 2013年（平成25年）4月10日 - 阪急リート投資法人（現阪急阪神リート投資法人）：102億円で取得

## 受賞歴
- 1994年、ちゃやまちアプローズとともに「阪急電鉄本社ビル 〜 アプローズタワーのまちなみ」として、大阪まちなみ賞第14回大阪市長賞を受賞した[8]。
- 2019年11月、省エネルギー・省資源、防災性、利便性・快適性に配慮している点が評価され、DBJ Green Building認証「3つ星」を取得した[9]。